# Hita (Guadalajara)
Pour les articles homonymes, voir Hita.
Hita est une commune d'Espagne de la province de Guadalajara dans la communauté autonome de Castille-La Manche.